# Rovt, Dobrova - Polhov Gradec
Rovt je naselje v Občini Dobrova-Polhov Gradec.